# Primavo
Primavo (Apeldoorn, opgericht 1 september 1975), is na Alterno en SV Dynamo de derde volleybalvereniging van Apeldoorn. De naam is een samentrekking van Prima Matens Volleybal. De Maten is een wijk in Apeldoorn, waar Primavo haar wortels heeft. Inmiddels is de vereniging echter al lang niet meer beperkt tot die wijk, maar heeft zij leden vanuit geheel Apeldoorn.
De vereniging heeft in 2006 circa 12 competitieams (verdeeld over dames, heren meisjes en jongens) en circa 10 recreantenteams. In totaal telt de club circa 350 leden.
In de regio Stedendriehoek geniet Primavo bekendheid als organisator van het jaarlijkse beachvolleybaltoernooi, ook wel bekend als Primavo Beach, bij de recreatieplas Bussloo.